# База Космических сил США на мысе Канаверал
База Космических сил на мысе Канаверал (англ. Cape Canaveral Space Force Station, CCSFS) — военная база США, подразделение Космических сил США Space Launch Delta 45. Штаб-квартира — авиабаза «Патрик».
Расположенная на мысе Канаверал в штате Флорида, база является главной стартовой площадкой Восточного ракетного полигона (Eastern Range) с четырьмя ныне активными стартовыми столами.
Сооружения находятся к югу-юго-востоку от Космического центра Кеннеди (НАСА) на прилегающем острове Мерритт-Айленд, с двумя связанными мостами и дамбами.
Аэропорт Cape Canaveral Air Force Station Skid Strip имеет взлётно-посадочную полосу длиной 3048 м (10 000 футов) вблизи стартовых комплексов, для воздушной доставки тяжёлых и негабаритных грузов.
Шаттлы стартовали только со стартовых площадок LC-39, которые расположены на соседнем острове Меррит космического центра имени Кеннеди и организационно не принадлежат базе Космических сил США на мысе Канаверал. В СМИ в этой ситуации мыс Канаверал упоминается как метоним.
Военная база начиналась как Объединённый полигон дальнего действия (англ. Joint Long Range Proving Ground).
Космические//запуски
Несколько крупных американских космических исследований впервые осуществлялись с мыса Канаверал, включая:
- Первый американский спутник Земли «Эксплорер-1» в 1958 году;
- Первый американский астронавт по программе «Меркурий-3» (Меркурий-Редстоун-3) в 1961 году;
- Первый орбитальный полёт астронавта США по программе «Меркурий-6» (англ. Меркурий-Атлас-6) в 1962 году;
- Первый американский экипаж из двух человек «Джемини-3» в 1964 году;
- Первая американская АМС совершившая мягкую посадку на поверхность Луны «Сервейер-1»;
- Первый американский экипаж из трёх человек «Аполлон-7» в 1968 году;
- Автоматические межпланетные станции для исследования планет Солнечной Системы в 1962—1977 гг.
- Первый зонд на орбите Марса «Маринер-9» в 1971 году;
- Первый марсоход по программе «Марс Пасфайндер» в 1996 году.
- Первый пилотируемый полёт от частной компании «SpaceX» в 2020 году.

## История

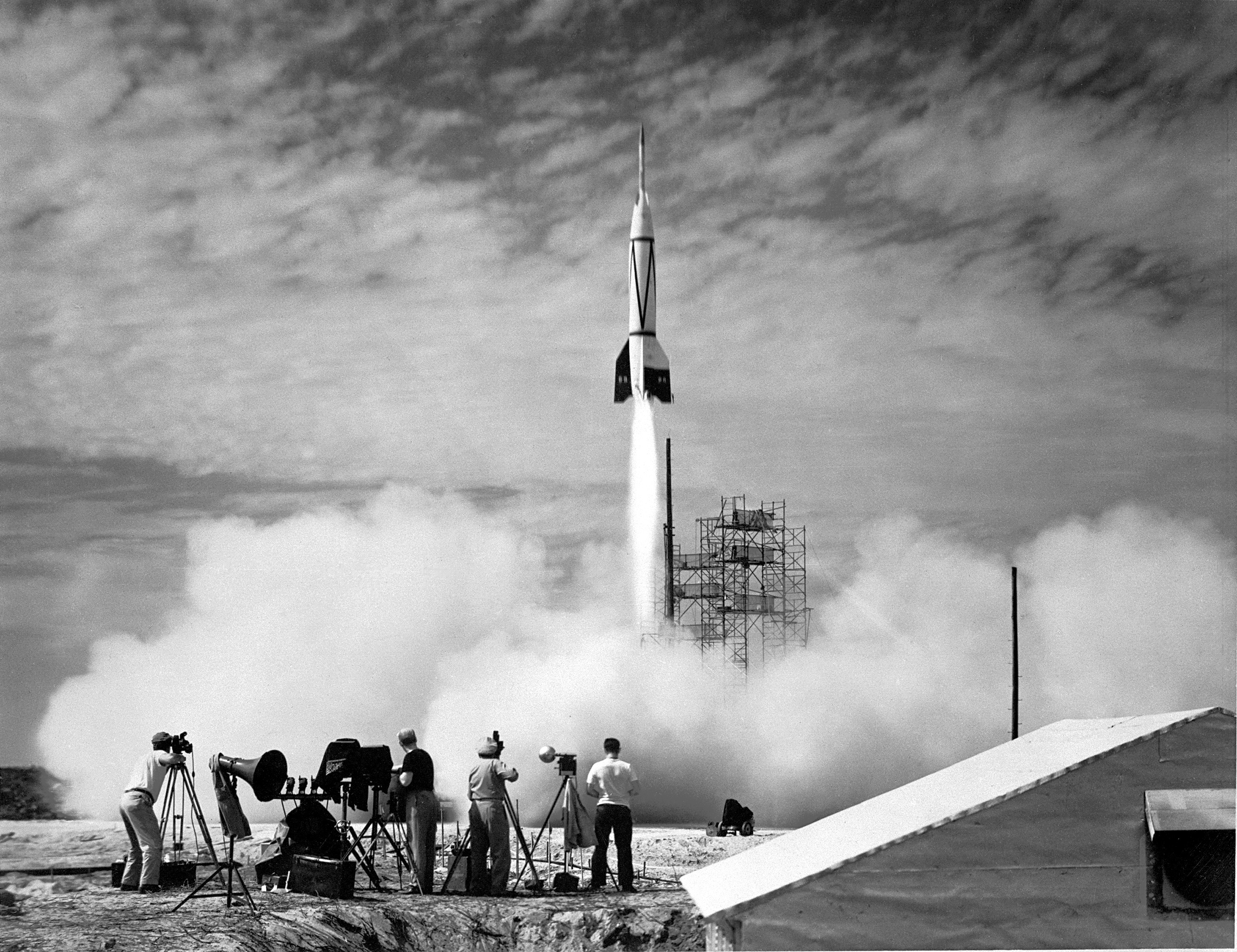
Ракета Bumper была первой ракетой, запущенной с мыса Канаверал 24 июля 1950 года

Территория базы стала использоваться правительством США с 1949 года, с того момента как президент Гарри Трумэн основал там Объединённый полигон дальнего действия (Joint Long Range Proving Ground) для испытания ракет. Расположение полигона было одним из наиболее пригодных в США для этой цели, поскольку позволяло запускать ракеты через Атлантический океан. Поскольку полигон находился ближе к экватору, чем значительная часть территории США, это позволяло ракетам развить более высокую скорость за счёт вращения Земли.
1 июня 1948 года военно-морские силы США передали бывшую военно-морскую станцию «Банана Ривер» (Naval Air Station Banana River) Военно-воздушным силам США. База была переименована в Joint Long Range Proving Ground (JLRPG) 10 июня 1949 года.
1 октября 1949 года база JLRPG была передана от команды авиационной техники (англ. Air Force Materiel Command) подразделению ВВС JLRPG.
17 мая 1950 года база была переименована в Long Range Proving Ground, а через три месяца — в авиабазу Патрик (Patrick Air Force Base), в честь генерал-майора Мейсона Патрика (Mason Patrick).
В 1951 году ВВС США основали центр испытания ракет англ. Eastern Test Range.
Ранние американские суборбитальные запуски ракет выполнялись с мыса Канаверал с 1956 года.
Эти полёты производились вскоре после некоторых суборбитальных полётов на англ. White Sands Missile Range, например, Викинг-11 (Viking 11) 24 мая 1954 года.
Вслед за успешным запуском в СССР Спутника-1 США произвели 6 декабря 1957 неудавшуюся попытку своего первого запуска спутника с мыса Канаверал — ракета-носитель Авангард TV3 (Vanguard TV3) взорвалась на стартовой площадке.
НАСА было основано в 1958 году, и военно-воздушные силы запускали ракеты для НАСА с мыса Канаверал. Все ракеты Редстоун (Redstone), Юпитер (PGM-19 Jupiter), Першинг-1А (MGM-31 Pershing), Поларис (Polaris), Тор (Thor), Атлас (Atlas), Титан (Titan) и Минитмен (LGM-30 Minuteman) были испытаны с этой площадки. Ракета «Тор» стала основой для ракеты-носителя Дельта (Delta), при помощи которой был запущен спутник Телстар (Telstar 1) в июле 1962 года.
Ряд площадок для запуска ракет «Титан» (LC-15, LC-16, LC-19, LC-20) и «Атлас» (LC-11, LC-12, LC-13, LC-14) стал известен в 1960-е  как «Ракетный ряд» (Missile Row).
Ранние запуски по пилотируемым программам НАСА «Меркурий» и «Джемини» производились специалистами ВВС США со стартовых площадок базы LC-5, LC-14 и LC-19.
ВВС решили расширить возможности ракет-носителей «Титан» для возможности подъёма тяжёлых грузов —  южнее космического центра Кеннеди были построены стартовые комплексы LC-40 и LC-41, чтобы запускать ракеты Титан-3 (Titan III) и Титан-4 (Titan IV); Титан-3 имеет примерно такую же грузоподъёмность, как Сатурн-1Б, со значительной экономией средств. 

Пусковые комплексы LC-40 и LC-41 использовались для запуска военно-разведывательных, коммуникационных и метеорологических спутников и планетарных миссий НАСА. ВВС также планировали запустить два пилотируемых космических проекта с площадок LC-40 и LC-41. Это пилотируемые орбитальные ракетные самолёты Дайна-Сор (X-20 Dyna Soar) (программа отменена в 1963) и пилотируемая орбитальная лаборатория (Manned Orbital Laboratory, MOL) ВВС США — пилотируемая разведывательная космическая станция (программа отменена в 1969).
В 1974—1977 гг. мощные носители Титан-Центавр стали новыми носителями тяжёлых грузов для НАСА. С их помощью были произведены запуски космических аппаратов серий «Викинг» и «Вояджер» со стартового комплекса LC-41. Позднее, комплекс LC-41 стал площадкой для запуска самых мощных беспилотных американских ракет, разработанных ВВС США — Титан-4.

## Объекты
Из многих стартовых комплексов, построенных с 1950 г., только четыре остались активными с двумя запланированными для будущего использования. Стартовый комплекс SLС-17 — площадка для запуска ракет Дельта-2 (англ. Delta II). Стартовые комплексы SLС-37 и англ. SLC-41 в настоящее время были изменены для запуска англ. EELV Дельта-4 (Delta IV) и Атлас-5 (Atlas V) соответственно. Так, со стартового комплекса № 41 22 апреля 2010 года РН «Атлас-5» 501 впервые выведен на орбиту многоразовый челнок военного назначения Boeing X-37 (посадка совершена 3 декабря 2010-го на База Ванденберг, Западный ракетный полигон). 5 марта 2011 года с того же стартового комплекса осуществлён второй экспериментальный запуск челнока, продолжительность полёта которого составила 469 сут.
Эти новые ракеты-носители заменят все ранние ракеты «Дельта», «Атлас» и «Титан». Стартовый комплекс англ. SLC-47 используется для запуска метеорологических ракет-зондов. Стартовый комплекс SLC-46 Космопорта Флориды зарезервирован для будущего использования.
С космического стартового комплекса англ. SLC-40 состоялся первый запуск ракет Фалькон-9 (Falcon 9) по программе SpaceX в июне 2010.
В случае запусков на орбиту низкого наклонения (геостационарную) широта 28°27′N имеет небольшой недостаток перед другими стартовыми площадками, расположенными ближе к экватору. Дополнительная скорость за счёт вращения Земли составляет примерно 405 м/с на Мысе Канаверал против примерно 465 м/с на космодроме Куру́ Гвианского космического центра во Французской Гвиане (Южная Америка).
В случае запусков на орбиту высокого наклонения (полярную) широта не имеет значения, но мыс Канаверал не подходит из-за наличия населённых пунктов под траекториями запуска в этом направлении, поэтому для таких запусков используется База Ванденберг (Vandenberg Air Force Base) на противоположном Западном побережье США.
На территории стартового комплекса англ. LC-26 расположен Военно-воздушный и ракетный музей.

## Аэродром
В состав авиабазы входит одноимённый военный аэродром.

## Галерея

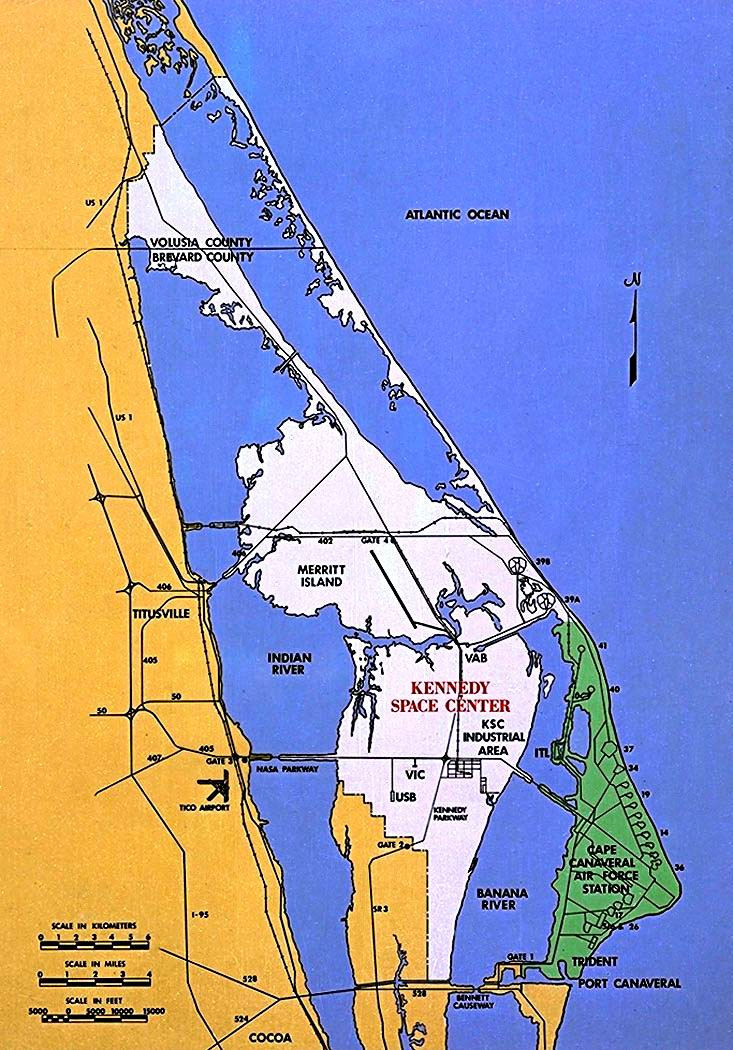
База ВВС США на мысе Канаверал (показана тёмно-зелёным цветом).
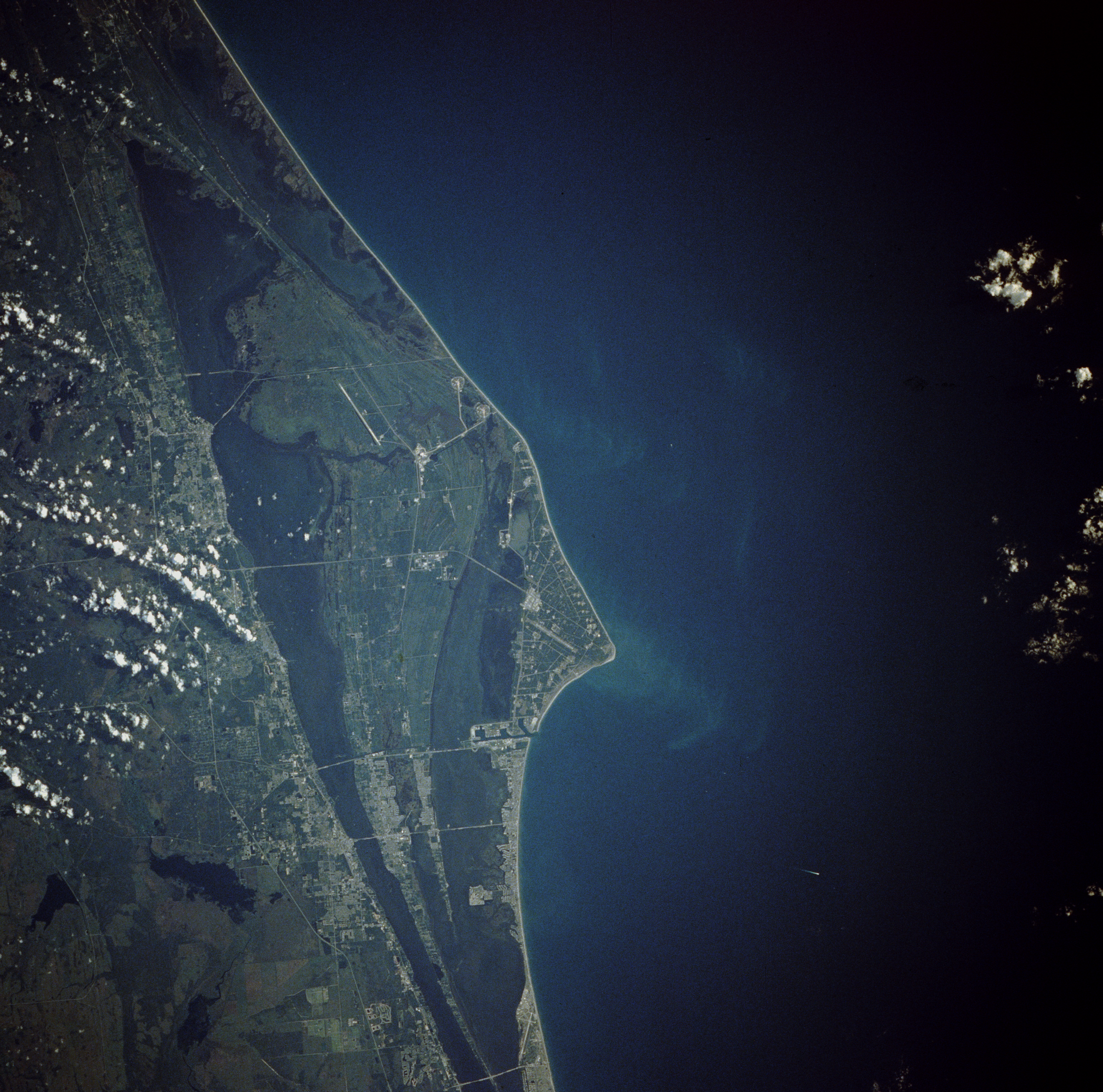
Мыс Канаверал — вид со спутника.
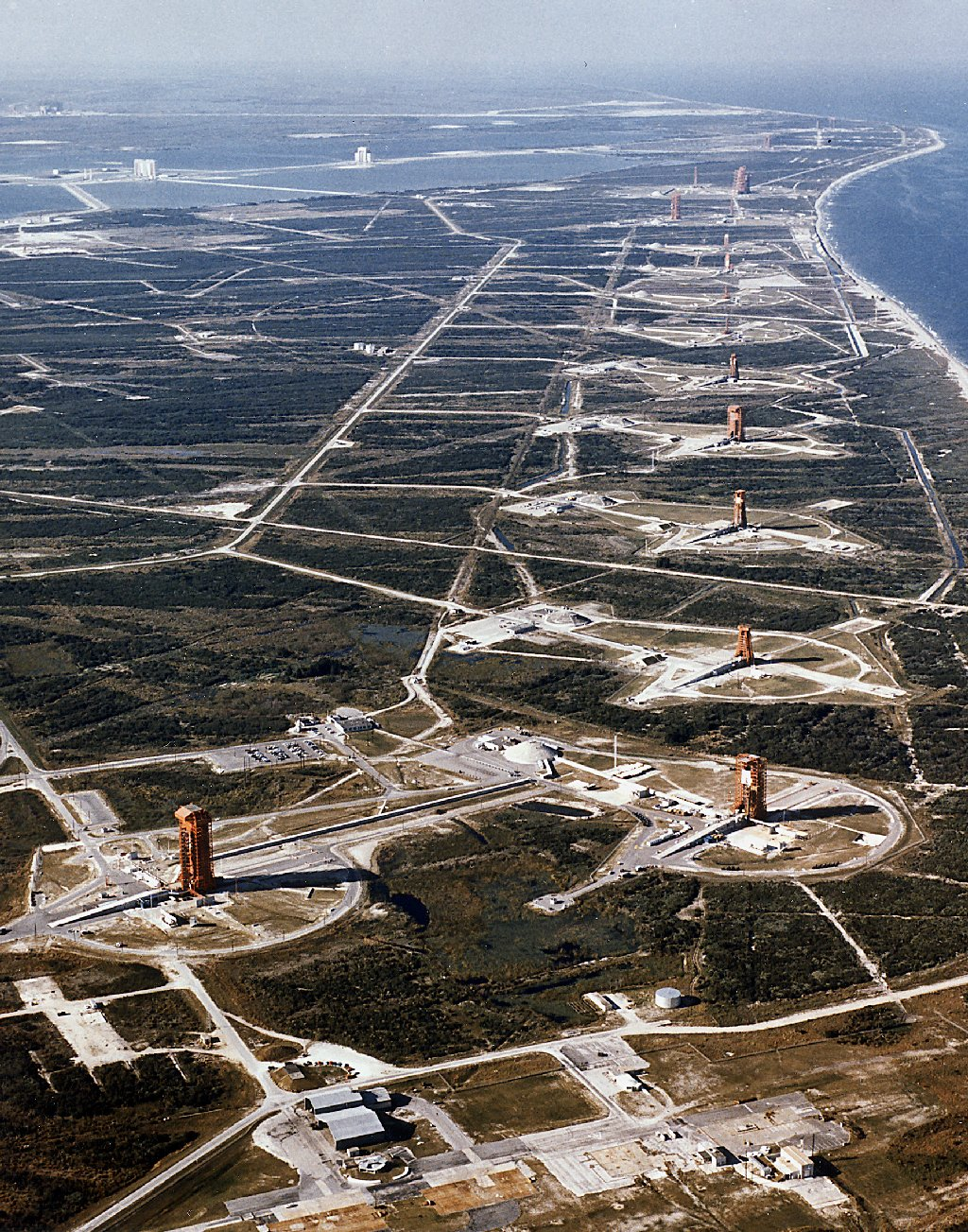
Вид на север в направлении ряда стартовых площадок (Missile Row) в 1960-е.
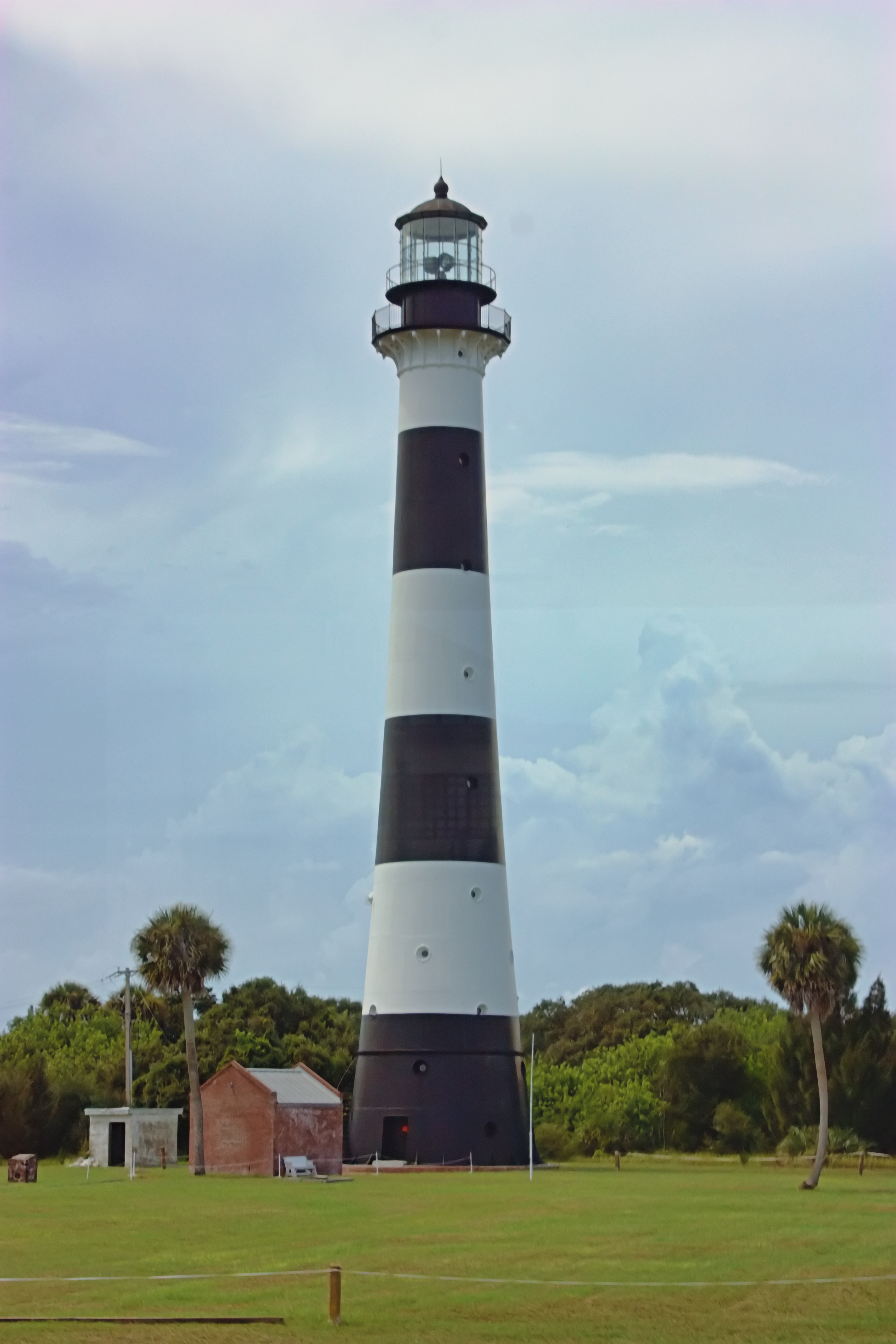
Маяк на мысе Канаверал (Cape Canaveral lighthouse).
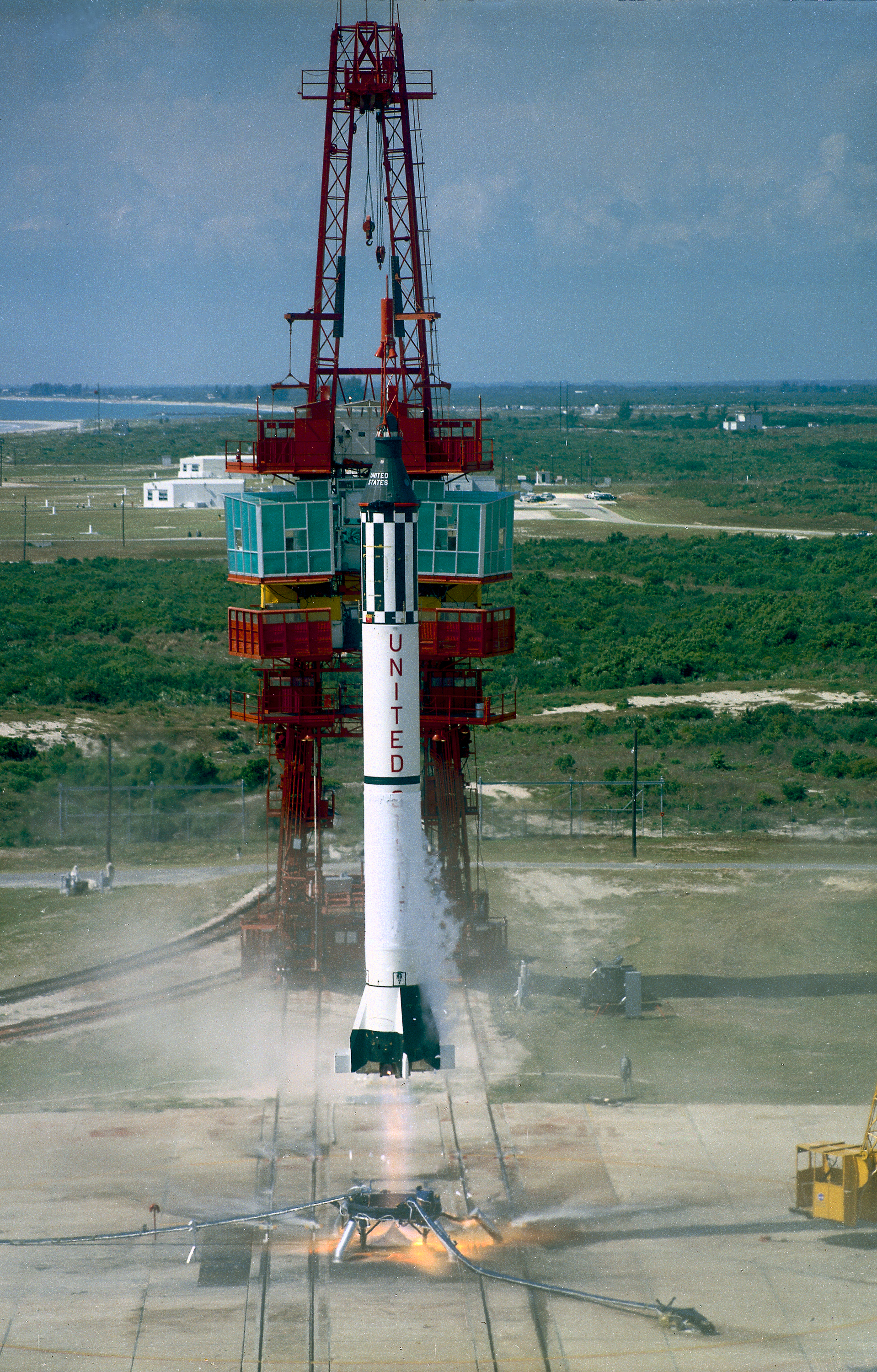
Меркурий-Редстоун-3 (первый американский суборбитальный пилотируемый запуск в 1961 году с площадки LC-5.
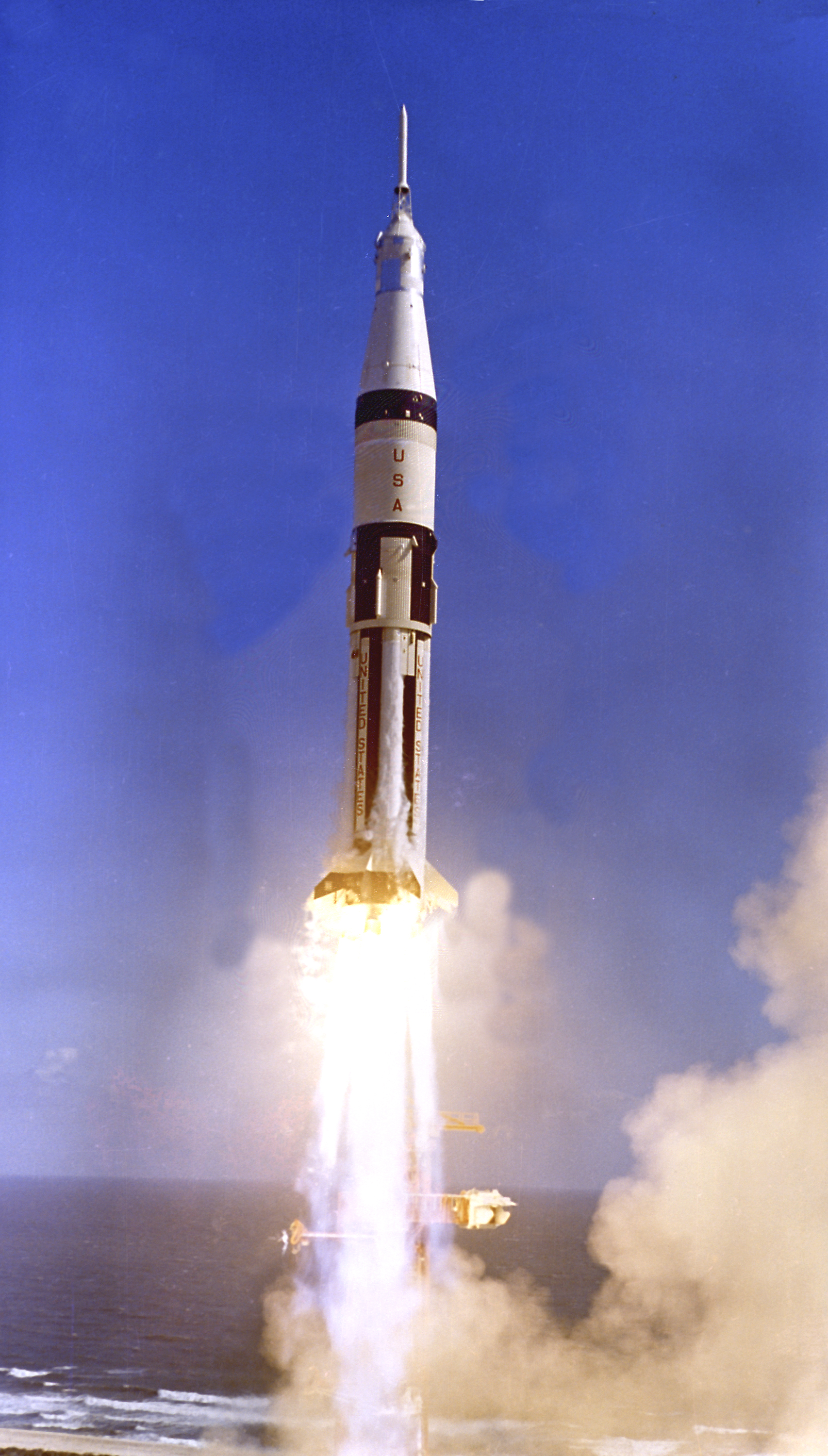
Запуск Аполлон-7 ракетой Сатурн-1Б в 1968 году с площадки LC-37.
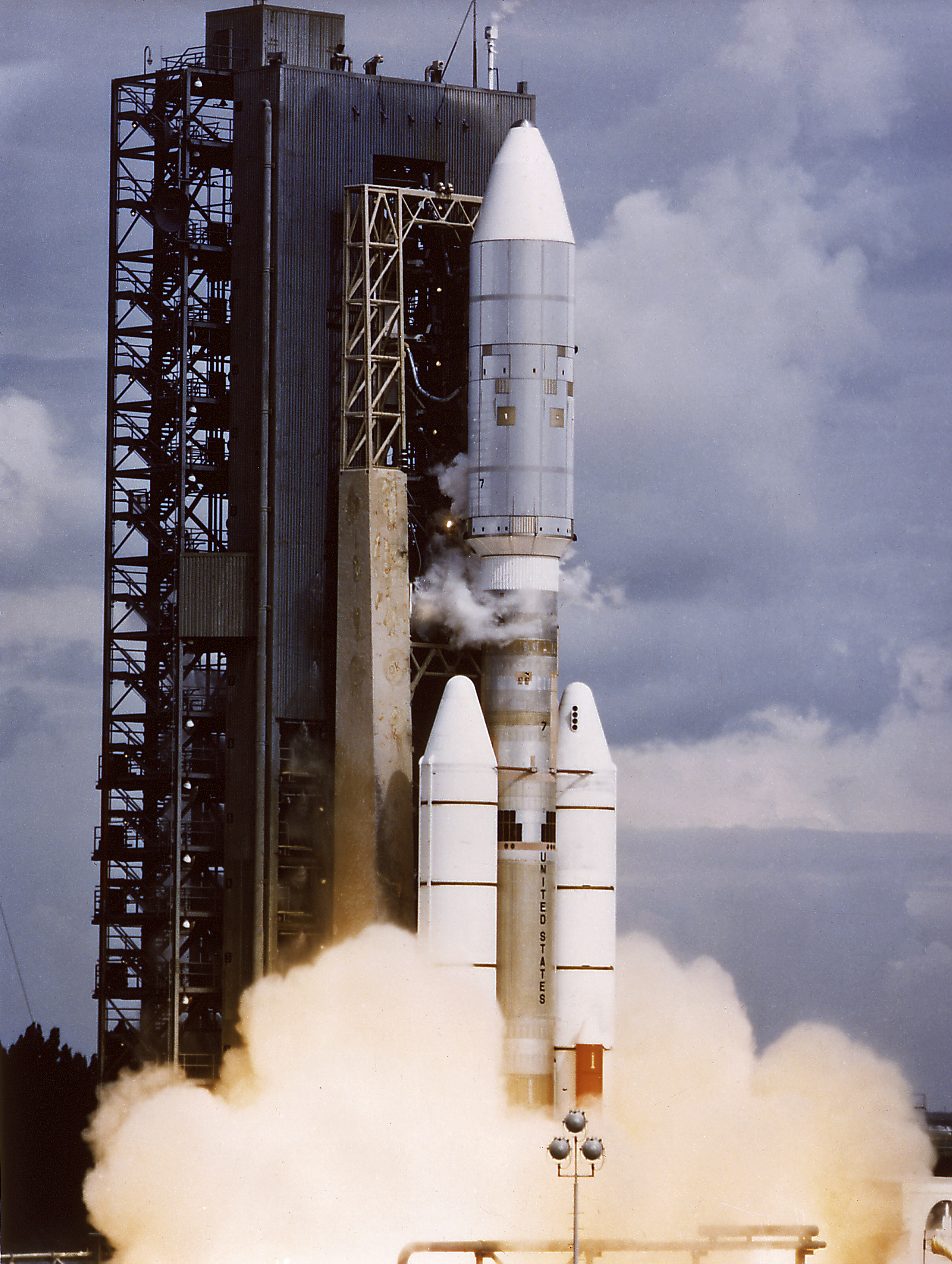
Запуск ракетой «Титан-3Е» зонда Вояджер в 1977 году с площадки SLC-41.
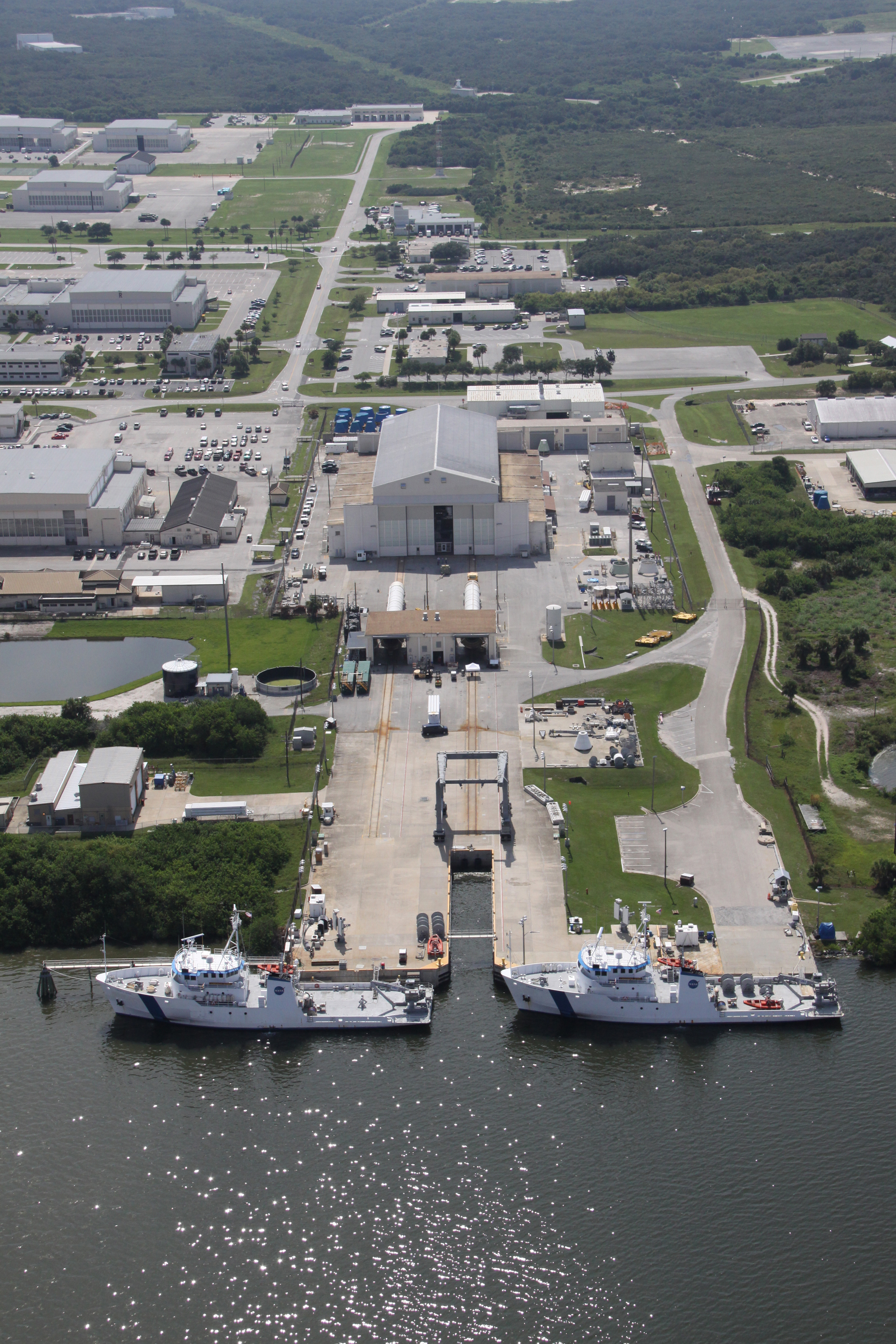
Суда «Liberty Star» и «Freedom Star» у ангара базы ВВС США на мысе Канаверал